# Saint-Pierre-du-Perray
Pour les articles homonymes, voir Saint-Pierre.
Saint-Pierre-du-Perray est une commune française de l'arrondissement d’Évry, située à trente kilomètres au sud-est de Paris dans le département de l'Essonne en région Île-de-France.
Ses habitants sont appelés les Saint-Perreyens.

## Géographie

### Situation

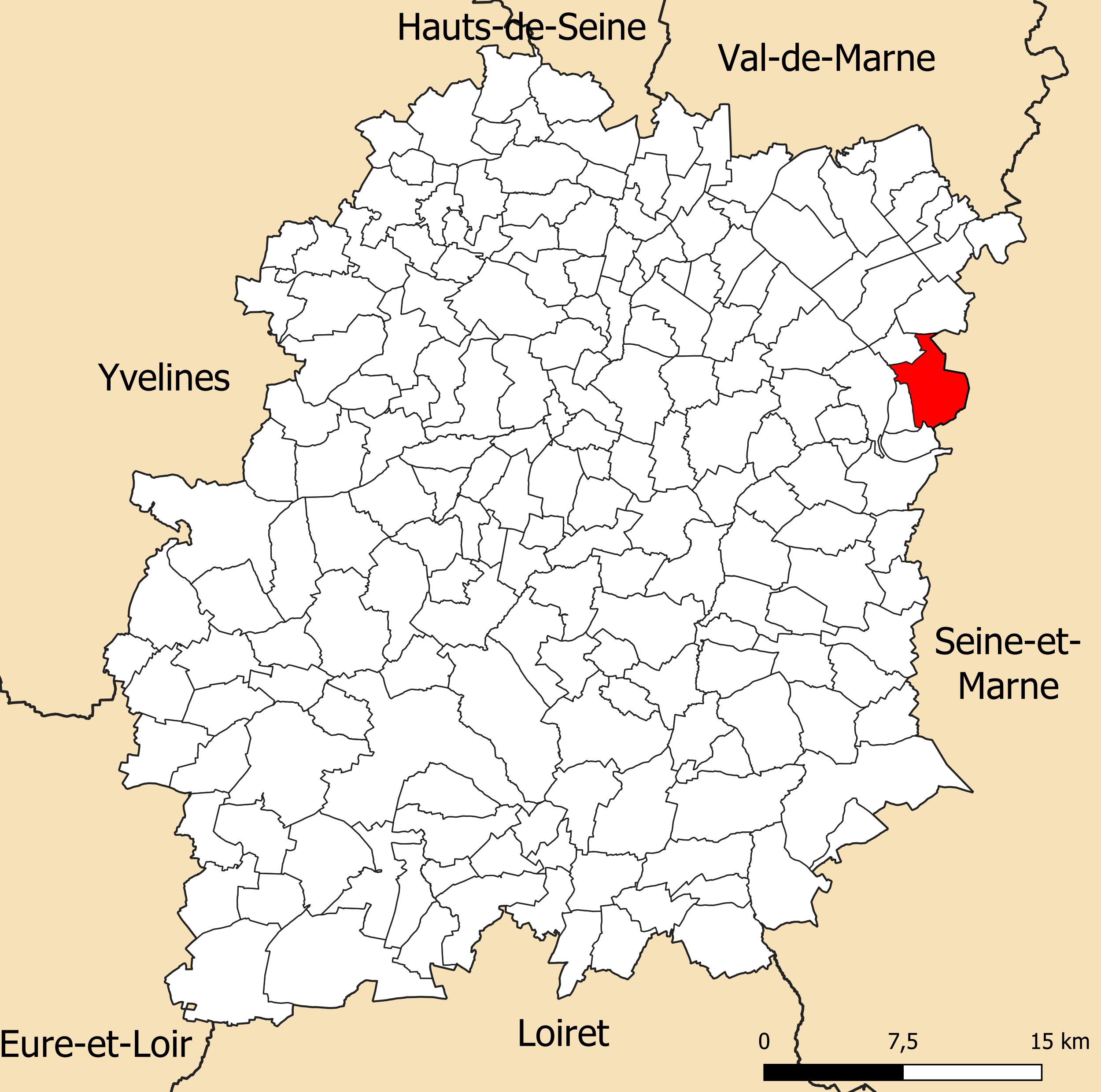
Localisation de Saint-Pierre-du-Perray en Essonne.

La commune de Saint-Pierre-du-Perray se situe au nord-est du département de l'Essonne, sur la rive droite de la Seine, à la limite du département de Seine-et-Marne.
Saint-Pierre-du-Perray est située à trente kilomètres au sud-est de Paris-Notre-Dame, point zéro des routes de France, cinq kilomètres au sud-est d'Évry-Courcouronnes, deux kilomètres à l'est de Corbeil-Essonnes, dix-sept kilomètres au sud-est de Montlhéry, dix-huit kilomètres au nord-est de La Ferté-Alais, dix-neuf kilomètres au nord-est d'Arpajon, vingt-deux kilomètres au sud-est de Palaiseau, vingt-quatre kilomètres au nord-est de Milly-la-Forêt, trente-deux kilomètres au nord-est d'Étampes, trente-sept kilomètres au nord-est de Dourdan.

### Relief et géologie

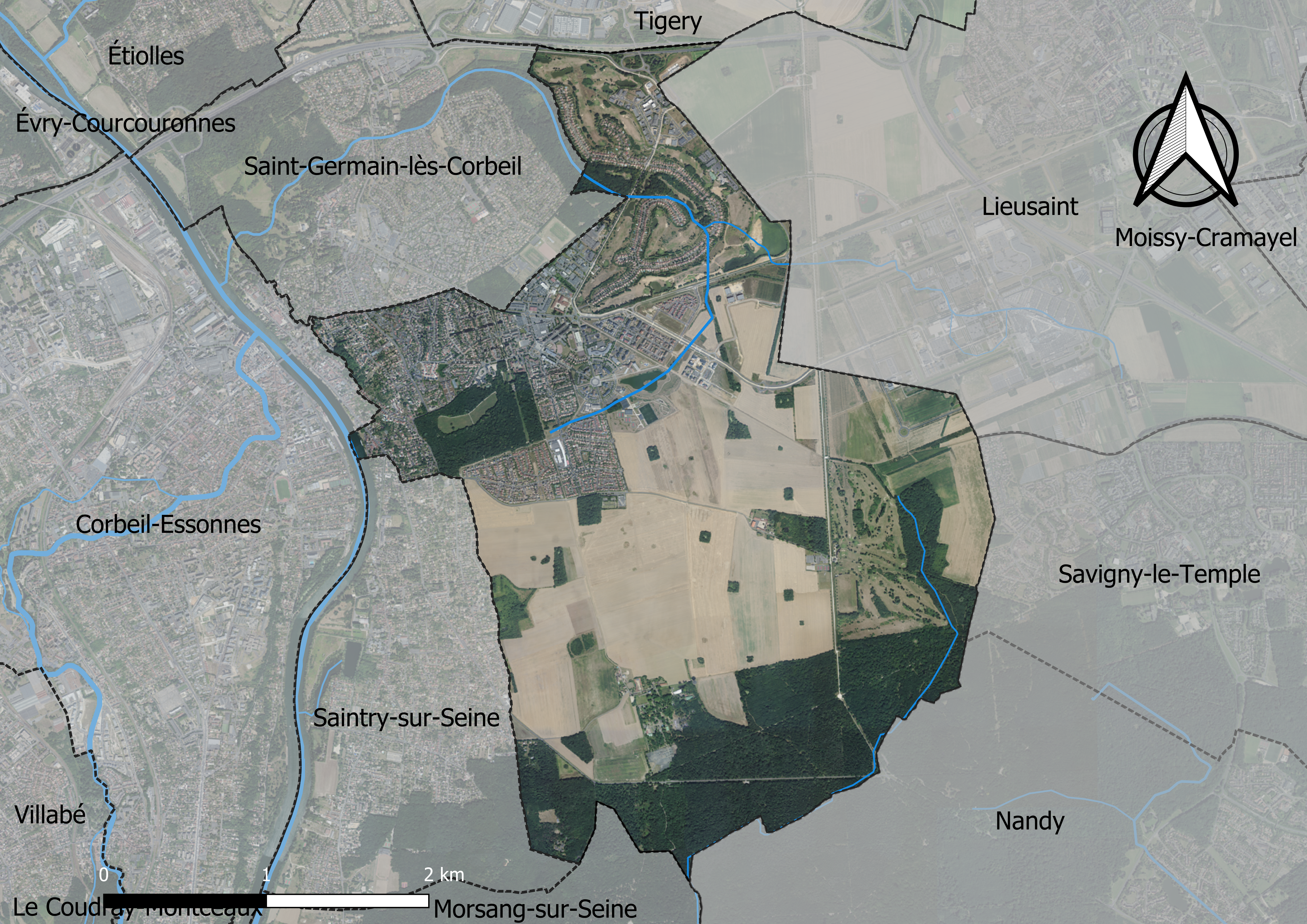
Orthophotographie de la commune.

### Hydrographie
- le ravin du Gouffre, 4,86 km[12], affluent de la Seine

### Climat
Pour des articles plus généraux, voir Climat de l'Île-de-France et Climat de l'Essonne.
En 2010, le climat de la commune est de type climat océanique dégradé des plaines du Centre et du Nord, selon une étude du CNRS s'appuyant sur une série de données couvrant la période 1971-2000. En 2020, Météo-France publie une typologie des climats de la France métropolitaine dans laquelle la commune est exposée à un climat océanique altéré et est dans la région climatique  Sud-ouest du bassin Parisien, caractérisée par une faible pluviométrie, notamment au printemps (120 à 150 mm) et un hiver froid (3,5 °C). 
Pour la période 1971-2000, la température annuelle moyenne est de 11,1 °C, avec une amplitude thermique annuelle de 15,3 °C. Le cumul annuel moyen de précipitations est de 666 mm, avec 10,3 jours de précipitations en janvier et 7,8 jours en juillet. Pour la période 1991-2020, la température moyenne annuelle observée sur la station météorologique la plus proche, située sur la commune de Seine-Port à 8 km à vol d'oiseau, est de 11,3 °C et le cumul annuel moyen de précipitations est de 673,1 mm,. Pour l'avenir, les paramètres climatiques de la commune estimés pour 2050 selon différents scénarios d'émission de gaz à effet de serre sont consultables sur un site dédié publié par Météo-France en novembre 2022.

### Occupation des sols

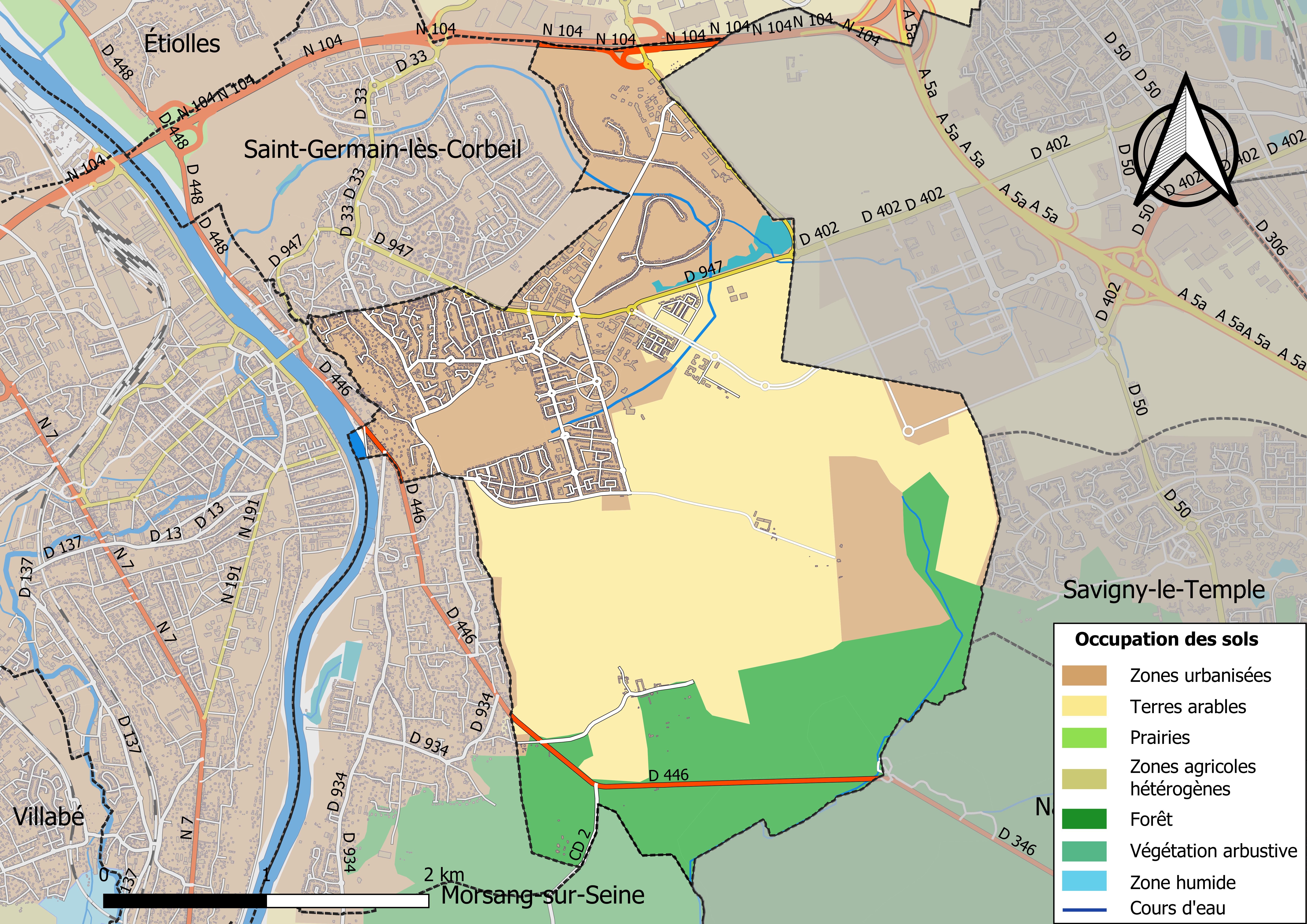
Carte d'occupation des sols de la commune en 2020.

| Type d’occupation           | Pourcentage | Superficie (en hectares) |
| --------------------------- | ----------- | ------------------------ |
| Espace urbain construit     | 16,5 %      | 195,75                   |
| Espace urbain non construit | 16,5 %      | 195,98                   |
| Espace rural                | 67,0 %      | 795,35                   |
| Source : Iaurif             |             |                          |

### Voies de communication et transports

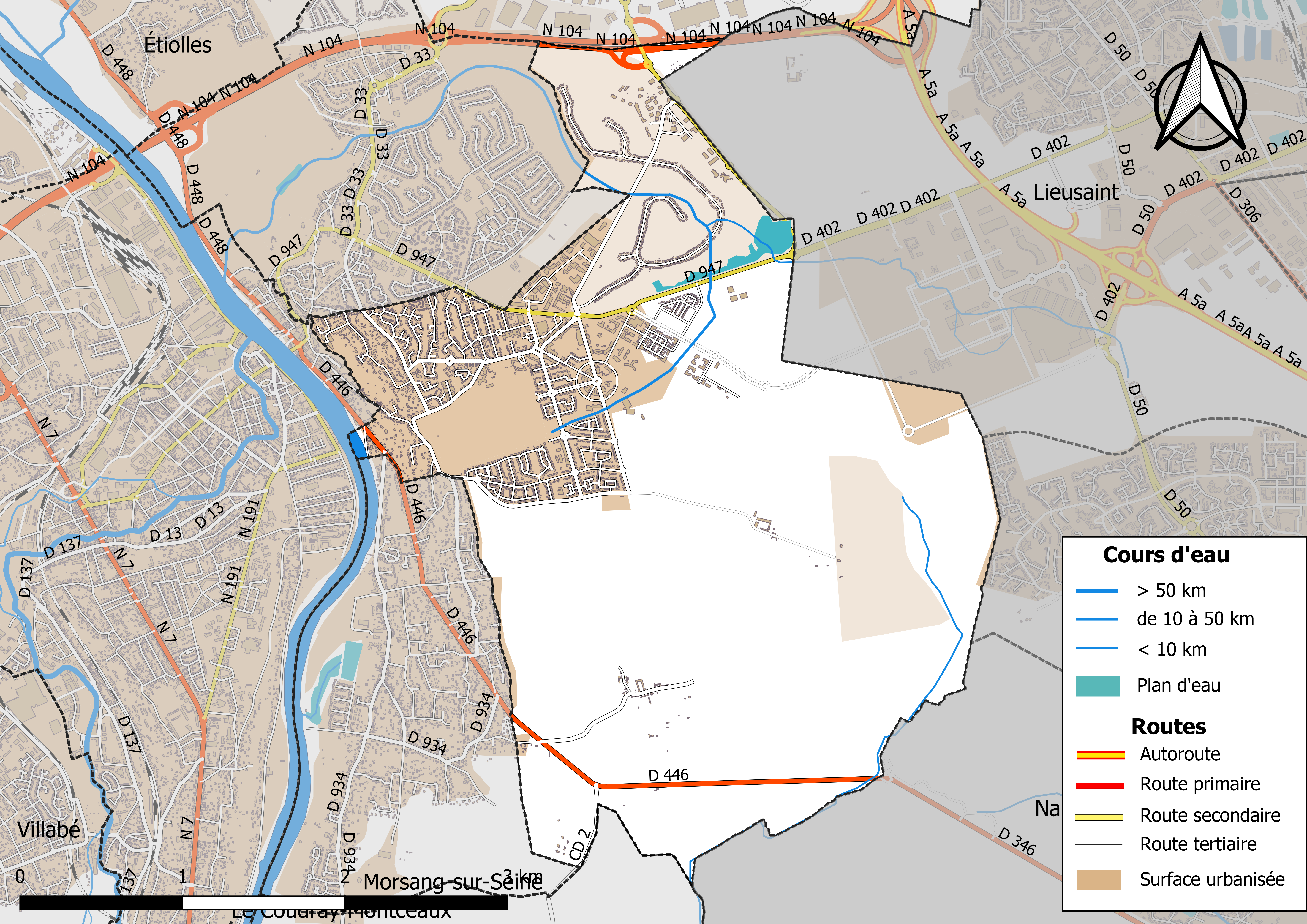
Carte des réseaux hydrographiques et routiers.

Saint-Pierre-du-Perray se situe entre deux branches du RER D, les gares les plus proches de la commune sont la gare de Corbeil-Essonnes et la gare de Lieusaint - Moissy.
Depuis juillet 2011, la commune bénéficie d'un bus à haut niveau de service nommé T Zen reliant ces deux gares, en passant par le Carré Sénart.
Enfin, Saint-Pierre-du-Perray est desservie par plusieurs lignes du réseau de bus de Sénart, mais également par des lignes régulières des Cars Sœur, comme la ligne 7001.

## Urbanisme

### Typologie
Saint-Pierre-du-Perray est une commune urbaine, car elle fait partie des communes denses ou de densité intermédiaire, au sens de la grille communale de densité de l'Insee,,,.
Elle appartient à l'unité urbaine de Paris, une agglomération inter-départementale regroupant 411 communes et 10 785 092 habitants en 2017, dont elle est une commune de la banlieue,.
Par ailleurs la commune fait partie de l'aire d'attraction de Paris, dont elle est une commune du pôle principal. Cette aire regroupe 1 929 communes,.

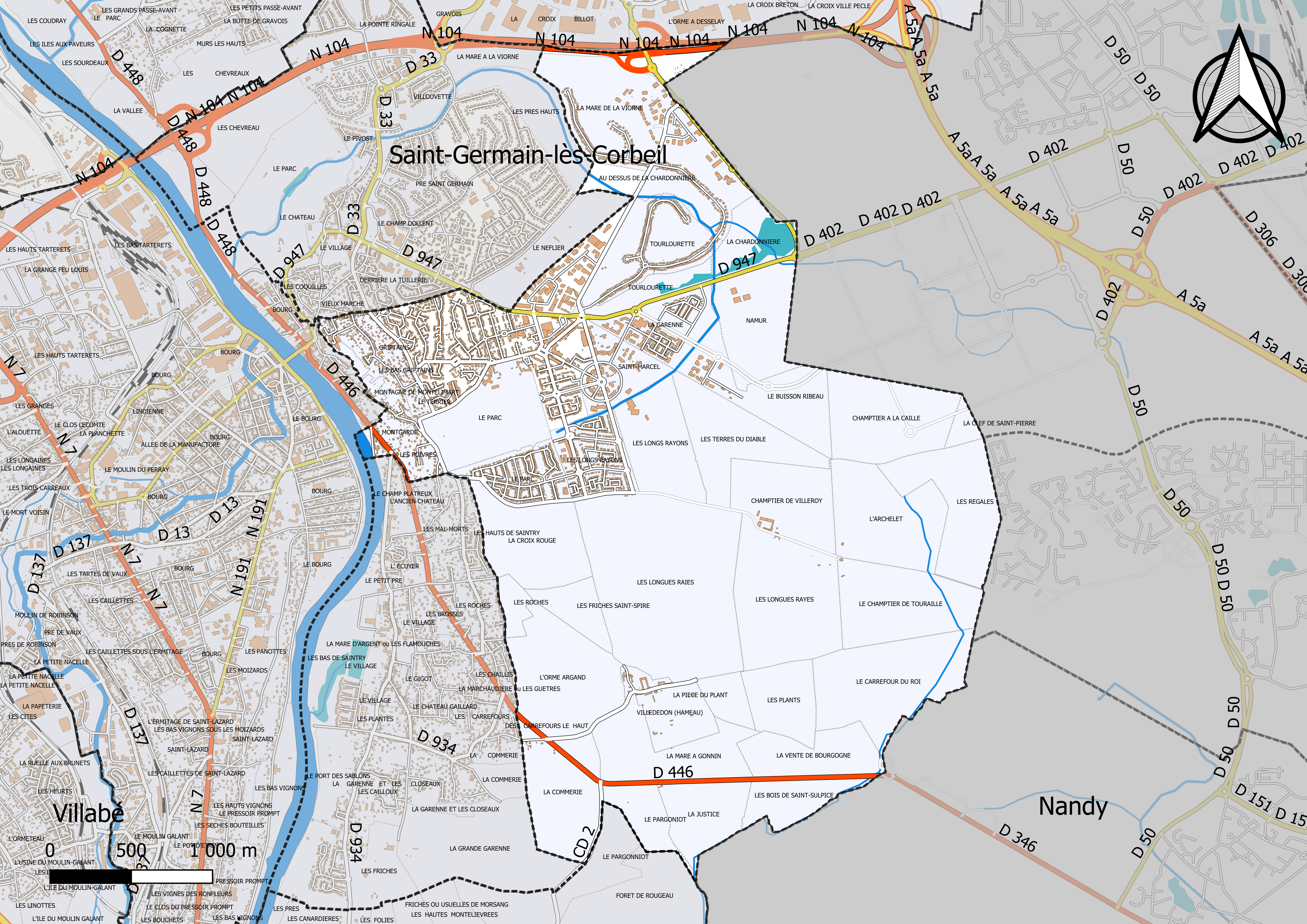
Carte du cadastre de la commune.

## Toponymie
Paredum, Sanctus Petri terra juxta Corbolium, Pareium.
La commune fut créée en 1793 avec pour nom Le Perray, son nom actuel fut introduit en 1801 dans le bulletin des lois.
« Perray », de la langue d'oïl, du mot perroi, perrois « grève, terrain pierreux, gravier ».

## Les Hospitaliers
Les Hospitaliers de l'ordre de Saint-Jean de Jérusalem possédaient une propriété à Saint-Pierre-du-Perray sous le nom de membre de l'Hôtel des Clos qui relevait du prieuré hospitalier de Saint-Jean en l'Île-lez-Corbeil. Il était composé d'une maison entourée de 70 arpents de terre.
Le premier propriétaire était Jean Février, écuyer, qui le vendit , en 1480, à son frère, Étienne Février qui le revendit aux Hospitaliers, à Nicole Lesbahy, prieur. La maison fut détruite par le feu et le prieur la céda à Jean Pymart,.

## Politique et administration

### Découpage territorial
La commune de Saint-Pierre-du-Perray est rattachée au canton d'Épinay-sous-Sénart, à l'arrondissement d’Évry et à la neuvième circonscription de l'Essonne.
L'Insee attribue à la commune le code 91 2 32 573. La commune de Saint-Pierre-du-Perray est enregistrée au répertoire des entreprises sous le code SIREN 219 105 731. Son activité est enregistrée sous le code APE 8411Z.

### Tendances et résultats politiques
Élections présidentielles, résultats des deuxièmes tours :
- Élection présidentielle de 2002 : 85,83 % pour Jacques Chirac (RPR), 14,17 % pour Jean-Marie Le Pen (FN), 84,79 % de participation[40].
- Élection présidentielle de 2007 : 53,04 % pour Nicolas Sarkozy (UMP), 46,96 % pour Ségolène Royal (PS), 88,05 % de participation[41].
- Élection présidentielle de 2012 : 52,10 % pour François Hollande (PS), 47,90 % pour Nicolas Sarkozy (UMP), 85,31 % de participation.
- Élection présidentielle de 2017 : 69.58 % pour M. Emmanuel MACRON, 30.42 % pour Marine LE PEN (RN), 69,41 % de participation[42].
- Élection présidentielle de 2022 : 62,04 % pour M. Emmanuel MACRON, 37,96 % pour Marine LE PEN (RN), 70,32 % de participation.

Élections législatives, résultats des deuxièmes tours :
- Élections législatives de 2002 : 53,79 % pour Georges Tron (UMP), 46,21 % pour Florence Léon-Ploquin (PS), 62,31 % de participation[43].
- Élections législatives de 2007 : 53,57 % pour Georges Tron (UMP), 46,43 % pour Thierry Mandon (PS), 59,24 % de participation[44].
- Élections législatives de 2012 : 60,81 % pour Thierry Mandon (PS), 39,19 % pour Georges Tron (UMP), 52,27 % de participation[45].
- Élections législatives de 2017 : 66,84 % pour Marie GUÉVENOUX (REM), 33,16 % pour Véronique CARANTOIS (LR), 33,51 % de participation.
- Élections législatives de 2022 : 50,78 % pour Marie GUÉVENOUX (REM), 49,22 % pour Nadhera BELETRECHE (NUP), 33,51 % de participation.

Élections européennes, résultats des deux meilleurs scores :
- Élections européennes de 2004 : 28,75 % pour Harlem Désir (PS), 12,66 % pour Marielle de Sarnez (UDF), 45,13 % de participation[46].
- Élections européennes de 2009 : 22,74 % pour Michel Barnier (UMP), 20,85 % pour Daniel Cohn-Bendit (Europe Écologie), 41,00 % de participation[47].
- Élections européennes de 2014 : 24,64 % pour Aymeric Chauprade (FN), 20,41 % pour Alain Lamassoure (UMP), 39,56 % de participation[48].
- Élections européennes de 2019 : 23,55 % pour RENAISSANCE SOUTENUE PAR LA RÉPUBLIQUE EN MARCHE, LE MODEM ET SES PARTENAIRES, 17,66 % pour PRENEZ LE POUVOIR, LISTE SOUTENUE PAR MARINE LE PEN, 39,56 % de participation[48].

Élections régionales, résultats des deux meilleurs scores :
- Élections régionales de 2004 : 52,33 % pour Jean-Paul Huchon (PS), 36,16 % pour Jean-François Copé (UMP), 70,30 % de participation[49].
- Élections régionales de 2010 : 62,35 % pour Jean-Paul Huchon (PS), 37,65 % pour Valérie Pécresse (UMP), 48,07 % de participation[50].
- Élections régionales de 2015 : 40,18 % pour Mme Valérie PECRESSE (LUD), 39,19 % pour M. Claude BARTOLONE (LUG), 53,14 % de participation.
- Élections régionales de 2021 : 42,10 % pour Valérie PECRESSE (LUD), 30,06 % pour Julien BAYOU (LUG), 25,20 % de participation

Élections cantonales, résultats des deuxièmes tours :
- Élections cantonales de 2001 : données manquantes.
- Élections cantonales de 2008 : 52,19 % pour Romain Desforges (PS), 34,14 % pour François Fuseau (UMP), 40,95 % de participation[51].
- Élections cantonales de 2011 : 73,66 % pour Romain COLAS (SOC), 26,34 % pour Jean LEGANGNEUX (FN), 41,50 % de participation

Élections municipales, résultats des deuxièmes tours :
- Élections municipales de 2020 : 45,70 % pour M. Dominique VEROTS (LDIV), 25,32 % pour M. Pierre DE RUS (LDIV), 40,48 % de participation.
- Élections municipales de 2014 : 55.05 % pour Mme Catherine ALIQUOT-VIALAT (LUMP), 32.95 % pour M. Pierre DE RUS (LDIV), 63,22 % de participation
- Élections municipales de 2008 : 52.90 % pour M. Pierre DE RUS (LDIV), 38,45 % pour Mme Catherine ALIQUOT, 64,13 % de participation

Référendums :
- Référendum de 2000 relatif au quinquennat présidentiel : 75,60 % pour le Oui, 24,40 % pour le Non, 33,23 % de participation[52].
- Référendum de 2005 relatif au traité établissant une Constitution pour l'Europe : 52,23 % pour le Non, 47,77 % pour le Oui, 72,31 % de participation[53].

### Jumelages
La commune de Saint-Pierre-du-Perray n'a développé aucune association de jumelage.

## Population et société

### Démographie

#### Évolution démographique
L'évolution du nombre d'habitants est connue à travers les recensements de la population effectués dans la commune depuis 1793. Pour les communes de plus de 10 000 habitants les recensements ont lieu chaque année à la suite d'une enquête par sondage auprès d'un échantillon d'adresses représentant 8 % de leurs logements, contrairement aux autres communes qui ont un recensement réel tous les cinq ans,.

En 2022, la commune comptait 12 071 habitants, en évolution de +11,24 % par rapport à 2016 (Essonne : +2,89 %, France hors Mayotte : +2,11 %).
| 1793 | 1800 | 1806 | 1821 | 1831 | 1836 | 1841 | 1846 | 1851 |
| ---- | ---- | ---- | ---- | ---- | ---- | ---- | ---- | ---- |
| 194  | 260  | 211  | 232  | 200  | 236  | 242  | 275  | 220  |

| 1856 | 1861 | 1866 | 1872 | 1876 | 1881 | 1886 | 1891 | 1896 |
| ---- | ---- | ---- | ---- | ---- | ---- | ---- | ---- | ---- |
| 249  | 305  | 292  | 341  | 411  | 392  | 386  | 392  | 444  |

| 1901 | 1906 | 1911 | 1921 | 1926 | 1931 | 1936 | 1946 | 1954 |
| ---- | ---- | ---- | ---- | ---- | ---- | ---- | ---- | ---- |
| 416  | 405  | 471  | 448  | 456  | 470  | 520  | 571  | 631  |

| 1962 | 1968 | 1975  | 1982  | 1990  | 1999  | 2006  | 2011  | 2016   |
| ---- | ---- | ----- | ----- | ----- | ----- | ----- | ----- | ------ |
| 602  | 611  | 1 360 | 1 849 | 3 342 | 5 801 | 7 733 | 8 618 | 10 851 |

| 2021   | 2022   | - | - | - | - | - | - | - |
| ------ | ------ | - | - | - | - | - | - | - |
| 11 680 | 12 071 | - | - | - | - | - | - | - |

#### Pyramide des âges
La population de la commune est relativement jeune.
En 2018, le taux de personnes d'un âge inférieur à 30 ans s'élève à 45,3 %, soit au-dessus de la moyenne départementale (39,9 %). À l'inverse, le taux de personnes d'âge supérieur à 60 ans est de 12,7 % la même année, alors qu'il est de 20,1 % au niveau départemental.
En 2018, la commune comptait 5 235 hommes pour 5 695 femmes, soit un taux de 52,10 % de femmes, légèrement supérieur au taux départemental (51,02 %).
Les pyramides des âges de la commune et du département s'établissent comme suit.
| Hommes | Classe d’âge | Femmes |
| ------ | ------------ | ------ |
| 0,2    | 90 ou +      | 1,0    |
| 2,8    | 75-89 ans    | 4,6    |
| 8,2    | 60-74 ans    | 8,6    |
| 19,8   | 45-59 ans    | 18,8   |
| 22,4   | 30-44 ans    | 22,8   |
| 21,0   | 15-29 ans    | 21,3   |
| 25,6   | 0-14 ans     | 22,9   |

| Hommes | Classe d’âge | Femmes |
| ------ | ------------ | ------ |
| 0,5    | 90 ou +      | 1,4    |
| 5,4    | 75-89 ans    | 7,2    |
| 12,9   | 60-74 ans    | 13,9   |
| 20     | 45-59 ans    | 19,4   |
| 19,9   | 30-44 ans    | 20,1   |
| 20     | 15-29 ans    | 18,2   |
| 21,3   | 0-14 ans     | 19,8   |

### Enseignement
Les élèves de Saint-Pierre-du-Perray sont rattachés à l'académie de Versailles. La commune dispose sur son territoire des écoles primaires Chantefable, Anne Frank, des Quatre saisons et Manureva et du collège Camille Claudel, ainsi qu’un collège et un lycée privé de l’institution Saint Spire. La nouvelle école Saint-Exupéry est ouverte depuis le 1 septembre 2020

### Services publics
La commune de Saint-Pierre-du-Perray dispose sur son territoire d'une brigade de gendarmerie nationale et d'une agence postale.

### Santé
La commune dispose sur son territoire de l'établissement d'hébergement pour personnes âgées dépendantes la Maison du Cèdre bleu.

### Sports
- Babyland-Amiland

### Lieux de culte

La nouvelle église de Saint-Pierre-du-Perray.

La paroisse catholique de Saint-Pierre-du-Perray est rattachée au secteur pastoral de Corbeil-Saint-Germain et au diocèse d'Évry-Corbeil-Essonnes. Depuis 1819, la commune ne disposait plus d'église sur son territoire,. En lien avec le développement du plateau de Saclay (future Silicon Valley à la française qui doit accueillir 70 000 étudiants) et l’accroissement de la ville de Saint-Pierre-du-Perray (9 700 habitants en 2013, 13 000 attendus en 2020), les chrétiens franciliens et les Chantiers du Cardinal déboursent 3,5 millions d’euros pour construire une église de 200 places dans cette ville. La construction supervisée par l'architecte Marc Depeyre est achevée en 2015. L'église est inaugurée et consacrée 14 février 2016,. Cette église est la première église construite en Essonne depuis le début du XXIe siècle.

### Médias
L'hebdomadaire Le Républicain relate les informations locales. La commune est en outre dans le bassin d'émission des chaînes de télévision France 3 Paris Île-de-France Centre, IDF1 et Téléssonne intégré à Télif.

## Économie

### Emplois, revenus et niveau de vie
En 2006, le revenu fiscal médian par ménage était de 22 674 €, ce qui plaçait la commune au 1 088e rang parmi les 30 687 communes de plus de cinquante ménages que compte le pays et au centième rang départemental.
| Répartition des emplois par catégories socioprofessionnelles en 2006. |              |                                           |                                                   |                            |                          |                           |
|                                                                       | Agriculteurs | Artisans, commerçants, chefs d’entreprise | Cadres et professions intellectuelles supérieures | Professions intermédiaires | Employés                 | Ouvriers                  |
| Saint-Pierre-du-Perray                                                | 0,7 %        | 4,0 %                                     | 22,7 %                                            | 28,9 %                     | 32,1 %                   | 11,6 %                    |
| Zone d’emploi d’Évry                                                  | 0,3 %        | 4,0 %                                     | 20,2 %                                            | 29,6 %                     | 28,2 %                   | 17,7 %                    |
| Moyenne nationale                                                     | 2,2 %        | 6,0 %                                     | 15,4 %                                            | 24,6 %                     | 28,7 %                   | 23,2 %                    |
| Répartition des emplois par secteurs d’activités en 2006.             |              |                                           |                                                   |                            |                          |                           |
|                                                                       | Agriculture  | Industrie                                 | Construction                                      | Commerce                   | Services aux entreprises | Services aux particuliers |
| Saint-Pierre-du-Perray                                                | 0,7 %        | 20,4 %                                    | 3,1 %                                             | 15,4 %                     | 15,5 %                   | 10,2 %                    |
| Zone d’emploi d’Évry                                                  | 0,9 %        | 13,5 %                                    | 5,4 %                                             | 14,6 %                     | 16,2 %                   | 6,9 %                     |
| Moyenne nationale                                                     | 3,5 %        | 15,2 %                                    | 6,4 %                                             | 13,3 %                     | 13,3 %                   | 7,6 %                     |
| Sources : Insee,                                                      |              |                                           |                                                   |                            |                          |                           |

## Culture locale et patrimoine

### Patrimoine environnemental

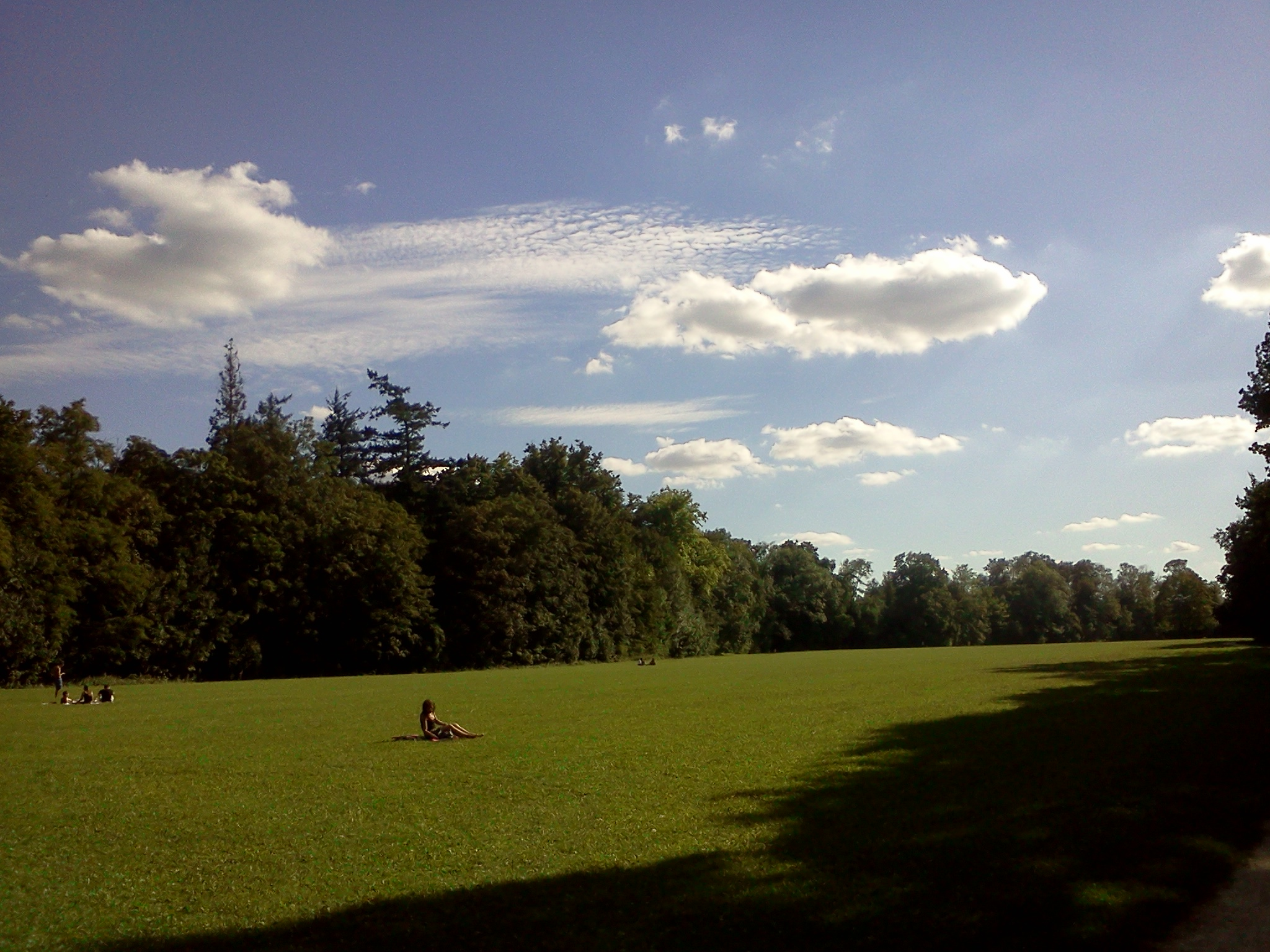
Pelouse de Saint-Pierre-du-Perray.

Les bois de la forêt de Rougeau au sud du territoire et des champs ont été recensés au titre des espaces naturels sensibles par le conseil général de l'Essonne.

### Patrimoine architectural

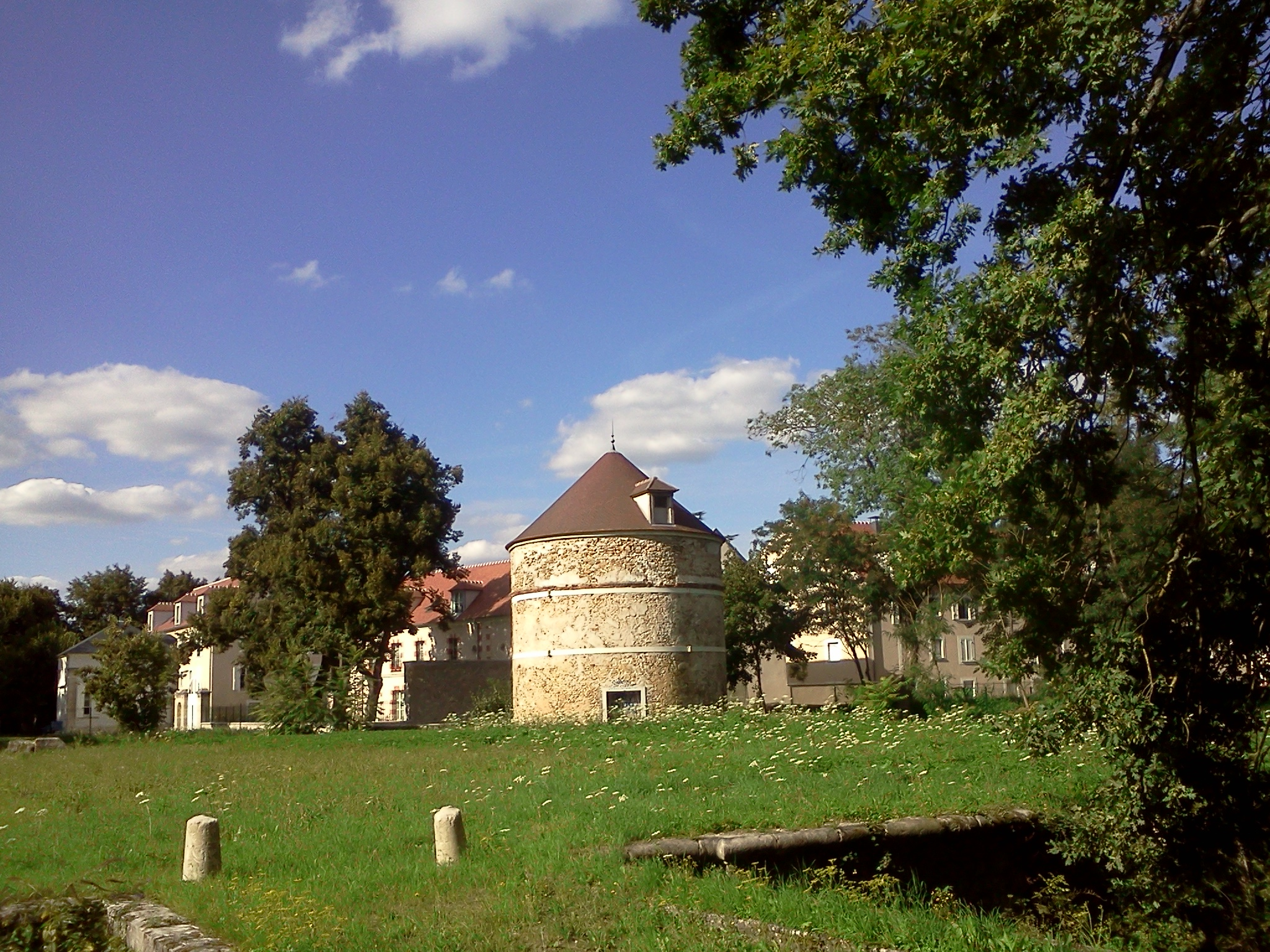
Ancien château de Saint-Pierre-du-Perray.

- Écurie ;
- Parc François-Mitterrand ;
- Espace culturel Serge-Gainsbourg.

### Équipements culturels
- Médiathèque Pierre Seghers

### Personnalités liées à la commune
Aucun personnage public n'a d'attache avec Saint-Pierre-du-Perray.

### Héraldique et logotype

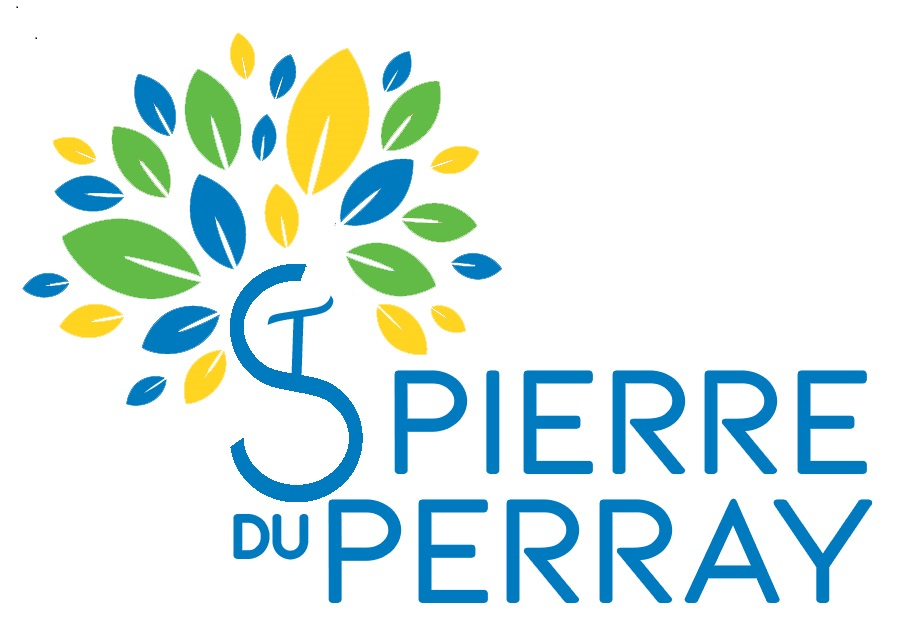
Logo.

| Blason de Saint-Pierre-du-Perray | Blason  | D'azur à la grappe de raisin tigée et feuillée d'or, surmontée de deux bouquets de trois épis de blé du même posés en pal et en sautoir, soutenue d'une champagne ondée d'argent chargée d'une clef de sable posée en fasce, le panneton vers la pointe. |
| Blason de Saint-Pierre-du-Perray | Détails | La commune s'est en outre dotée d'un logotype. |